# Home Ground (Heimebane)
Heimebane — conocida como Home Ground fuera de Noruega — es una serie de televisión dramática noruega que comenzó su emisión en los canales de televisión NRK1 y NRK TV en marzo de 2018. La serie narra la historia de Helena Mikkelsen, primera entrenadora de un equipo de fútbol masculino recién ascendido a la primera división noruega, el ficticio Varg IL. La producción está protagonizada por la actriz Ane Dahl Torp y cuenta en el reparto con John Carew, exjugador del Valencia Club de Fútbol.
La serie originó debates en los medios tras cada episodio y ha sido aclamada tanto por críticos como por la audiencia. Con solo dos temporadas ha sido galardonada en las ediciones de 2018 y 2019 de la Gullruten, la ceremonia anual que premia a la industria televisiva noruega.

## Reparto
| Intérpretes             | Personaje             | Función / Relación(s)                             |
| ----------------------- | --------------------- | ------------------------------------------------- |
| Ane Dahl Torp           | Helena Mikkelsen      | Entrenadora del Varg ILs                          |
| Morten Svartveit        | Espen Eide            | Mánager del Varg IL                               |
| Bjarte Hjelmeland       | Bjørn O. Tangsrud     | Patrocinador del Varg IL en la primera temporada  |
| Emma Bones              | Camilla Mikkelsen     | Hija de Helena Mikkelsens                         |
| Even Vesterhus          | Steffen               | Pareja de Camilla Mikkelsen                       |
| John Carew              | Michael Ellingsen     | Futbolista del Varg IL                            |
| Axel Bøyum              | Adrian Austnes        | Futbolista del Varg IL                            |
| Rolf Kristian Larsen    | Eivind Brattskjær     | Futbolista del Varg IL                            |
| Nader Khademi           | Mons Kilanger         | Futbolista del Varg IL                            |
| Michael Stilson         | Michael Stilson       | Futbolista del Varg IL                            |
| Endre Synnes Hagerup    | Nils                  | Amigo de Camila y Adrian                          |
| Mads Ousdal             | Eirik Austnes         | Padre de Adrian                                   |
| Mariana Saastad Ottesen | Petronella Nagelsmidt | Patrocinadora del Varg IL en la segunda temporada |
| Ole Christoffer Ertvaag | Peder                 | Hermano de Petronellas                            |